# Balsam
 Ikke at forveksle med Balsam (Tanacetum balsamita).
Balsam (fra arabisk: "vellugt") er betegnelsen for den duftende harpiks (Benzoe) fra Balsamtræet og andre balsamplanter, som f.eks. Myrrha-busken (hvor stoffet kaldes Perubalsam). Balsam er smertelindrende, sårhelende og virker konserverende.  Balsam indgår sammen med olivenolie i den liturgiske olie, som bruges i mange sammenhænge i den katolske kirke. Farmaceutisk set er balsam en opløsning af harpikser i æteriske olier. 
Ordet balsam bruges også som en normal tilføjelse til shampoo ved hårvask, hvor det antyder en kvalitet i retning af at beskytte håret mod shampooens udtørring. Dette har ikke noget direkte at gøre med balsam i den oprindelige betydning, men hentyder snarere til mundheldet balsam for sjælen.